# Torre Virreyes
Torre Virreyes o Torre Pedregal 24 es un edificio ubicado en la parte baja de las Lomas de Chapultepec, junto al Bosque de Chapultepec, tiene una altura de 121 metros, cuenta con 24 niveles destinados a uso de oficinas, 1 nivel a uso comercial y 16 niveles de estacionamiento, con un área rentable total de 66,077 m².
El diseño del edificio es obra del arquitecto mexicano Teodoro González de León y el diseño estructural lo realizó la compañía inglesa Arup.
Torre Virreyes cuenta con auditorio, salón de usos múltiples, restaurantes, museo de sitio, comercios food court y estacionamientos subterráneos.
La construcción del complejo concluyó y entró en operaciones en el año 2014.

## Detalles del proyecto
- Altura: 121 metros.

- Superficie de terreno: 4,479 m².

- Superficie construida: 126,000 m².

- Área rentable: 66,077 m².

- Estacionamiento: 2,300 cajones.